# Il vecchio bizzarro
Il vecchio bizzarro (conosciuto anche con i titoli  El cortesan vecchio o El cortesan antigo) è una commedia teatrale in tre atti in prosa scritta da Carlo Goldoni nel 1754 e rappresentata per la prima volta a Venezia durante il Carnevale di quell'anno senza alcun successo. La commedia fu uno dei più amari fallimenti per l'autore veneziano.

## Trama
Venezia. L'ipocondriaco Celio vorrebbe tenere il vecchio Pantalone sempre al suo fianco perché è convinto che abbia virtù taumaturgiche. A tale scopo, Celio arriva a offrire all'uomo la mano di Clarice, la giovane nipote. Pantalone è però un vecchio saggio e sa che con la ragazza potrebbe avere qualche problema.

## Poetica
Protagonista dell'opera è un vecchio bizzarro, inteso nel significato di piacevole, brillante, uno di quegli uomini che - come ebbe a dire lo stesso Goldoni - avendo passata l'età migliore con della vivacità e dello spirito, conservano nella vecchiaia lo stesso brio, la stessa disinvoltura. Certi tali uomini popolari, spiritosi, brillanti, da noi si chiamano Cortesani; e siccome altre volte aveva io dato alle Scene il loro carattere in gioventù, pensai farlo comparire nella sua verità conservato nella vecchiaia, e intitolai la Commedia Il Cortesan Vecchio, ch'è lo stesso che dire Il Vecchio bizzarro .
In merito all'accoglienza negativa da parte del pubblico veneziano, scrisse l'autore nella prefazione all'edizione a stampa: Molte combinazioni si uniscono spesse volte per fare che scomparisca un'opera sfortunata; e molte altresì favorevoli contribuiscono all'esito avventuroso. Nell'anno primo ch'io presi a scrivere per la Compagnia del Teatro de' Nobili Vendramini, fatta non avea in pochi mesi la pratica delle persone che la componevano, e andava cercando in ognuno l'abilità e il carattere per far qualche cosa di nuovo. Eravi in allora un celebre Pantalone, di cui vive ancor la memoria dopo la morte della persona; e mi lusingai, che quanto era egli valente colla sua maschera, potesse riuscire egualmente col volto scoperto; e quanto era lepido e gentile nelle conversazioni, avesse a comparire, nel suo naturale aspetto, piacevole sulla Scena. È vero che la Commedia riuscì malissimo; il personaggio suddetto, ch'era l'attor principale, avvezzo sempre a recitar colla maschera, e all'improvviso, si trovò talmente imbarazzato e confuso, che parea un principiante, e in luogo di animare le cose, come era solito, le faceva miseramente languire. Qualche altro personaggio, posto come lui nell'impegno di recitare le cose scritte, contro l'antico di lui costume, si confuse egualmente; e là dove la Commedia dovea brillare, non cadde no, precipitò dal Palco.
Una cosa mi ha sempre fatto grandissima specie, e non posso dissimularla, e non mi avvezzerò mai a soffrirla senza maravigliarmi, e senza provarne sensibile dispiacenza. Che le Commedie mie non incontrino, non è maraviglia, anzi per lo contrario consolar mi deggio, che senza merito molte di esse vengono bene accolte e benignamente applaudite. Ma dopo il fortunato incontro di una Commedia, come successe in quell'anno medesimo alla Sposa Persiana, rappresentata trentadue volte con un concorso e con uno strepito universale sì grande, subito dopo, trovandosi il popolo malcontento di un'altra, abbiasi a dimenticare sì presto la sua compiacenza, e il merito che fortunatamente ho avuto di divertirlo; e in premio almeno delle mie fatiche non abbia la carità di compatirmi, e voglia con gli strapazzi ricompensare le mie fatiche, è una bibita troppo amara, e basterebbe a disanimarmi, se gl'impegni miei non mi tenessero incatenato. Ma il Pubblico è un capo che non ragiona se non col proprio piacere, e nella confusione di tanti oggetti raccolti, i nemici si sfogano dove trovano il campo aperto a poterlo fare; e gli amici istessi pare che si vergognino a giustificare l'Autore, nelle occasioni dei suoi difetti o delle sue sfortune.

## Film
- Il vecchio bizzarro (1968),  regia Carlo Lodovici, con Cesco Baseggio, Renzo Palmer e Giulio Brogi.